# Alright Jack
Alright Jack (рус. Всё в порядке, Джек) — сленговое британское выражение, используемое для обозначения человека, который действует только в своих интересах, даже если для помощи другим требуется минимум его усилий. Термин несёт в себе уничижительный тон и относительно редко используется для описания самого говорящего: «Я хромал по коридору и попросил шедшего мне навстречу прохожего двигаться с другой его стороны, чтобы я мог сесть, но он отказался: „Я в порядке Джек“. Так что я ударил его своим костылем, ваша честь».
Считается, что фраза возникла среди моряков Королевского Военно-Морского Флота — когда матросы поднимались по трапу на судно, последний из них говорил: «Я в порядке Джек, убирайте лестницу». Использование имени «Джек» берёт свое начало от Джека Тэра — архаичного термина британского моряка. Согласно другой версии, фраза берёт своё начало среди моряков, возвращающихся домой с дежурства, которые вместо того, чтобы считаться отважными героям, были вынуждены заботиться о себе сами, по принципу — каждый сам за себя.
В русском языке ближе всего по смыслу знаменитое выражение Остапа Бендера: «спасение утопающих — дело рук самих утопающих».
В Евангелие есть похожие изречения (Мф. 27:40-42):
«и говоря: Разрушающий храм и в три дня Созидающий! спаси Себя Самого; если Ты Сын Божий, сойди с креста. Подобно и первосвященники с книжниками и старейшинами и фарисеями, насмехаясь, говорили: других спасал, а Себя Самого не может спасти; если Он Царь Израилев, пусть теперь сойдет с креста, и уверуем в Него;»
Фраза была использована в названии британского фильма «Я в порядке, Джек!».